# أحلام وطن (مسرحية)
أحلام وطن مسرحية كويتية عٌرضت على مسرح ليالي فبراير في تاريخ 25 و26 فبراير من سنة 2012، وهي من تأليف الكاتب محمد العيسى وإخراج محمد الحملي وإنتاج المجموعة الفنية.

## بطولة
- إلهام الفضالة
- يعقوب عبد الله
- شيماء علي
- بثينة الرئيسي
- محمد الحملي
- شهد
- فهد باسم
- ليلى عبد الله
- طلال باسم